# David Mangas
David Mangas Gómez (Ávila, 4 de septiembre de 1978) es un entrenador español de baloncesto.

## Trayectoria
David comenzó su carrera en los banquillos como ayudante en el Óbila Club de Basket de su ciudad natal que competía en Liga LEB Bronce en la temporada 2007-08. En siguiente temporada, el conjunto abulense lograría el ascenso a la Liga LEB Plata y David continuaría como entrenador ayudante hasta 2013. 
En la temporada 2013-14, David se convierte en primer entrenador del Óbila Club de Basket de la Liga LEB Plata, al que dirige durante cuatro temporadas. Durante dicho período, logró meter en las finales de Liga y Copa de LEB Plata a su equipo de la temporada 2015-16, quedando subcampeón en ambas competiciones.
En la temporada 2017-18, tras salir de Ávila, David firma por el Basket Navarra Club de la Liga LEB Plata.
En la temporada 2018-19, firma como entrenador del Grupo Alega Cantabria de la Liga LEB Plata. 
El 24 de abril de 2022, tras cuatro temporadas en conjunto cántabro, logra el ascenso a la Liga LEB Oro, tras vencer al Albacete Basket en la final de primeros clasificados de ambos grupos. El 28 de abril de 2022, tras logar el ascenso, renueva su contrato con el Grupo Alega Cantabria para dirigirlo en Liga LEB Oro la temporada 2021-22.
El 12 de diciembre de 2024, sería destituido al frente del Grupo Alega Cantabria, después de 6 temporadas en el cargo.

## Clubs
- 2007-13. Óbila Club de Basket. Liga LEB Bronce/Liga LEB Plata. Entrenador ayudante.
- 2013-17. Óbila Club de Basket. Liga LEB Plata.
- 2017-18. Basket Navarra Club. Liga LEB Plata.
- 2018-24. Grupo Alega Cantabria. Liga LEB Plata/Liga LEB Oro. Primer entrenador.

## Títulos oficiales
- 2022. Liga LEB Plata.

## Otros reconocimientos
- 2022. Mejor entrenador del año, XXX Gala del Deporte de Torrelavega.